# Enrique Mairlot Nieto
Enrique Mairlot Nieto   (Oviedo, 30 d'octubre de 1899 - Barcelona, 28 de setembre de 1928) fou un futbolista asturià de la dècada de 1920.
Era un futbolista asturià fill de pare belga i mare asturiana. A la seva ciutat natal defensà els colors del Real Stadium Ovetense entre 1915 i 1919. Aquest any fitxà pel RCD Espanyol, on romangué fins 1925. Majoritàriament jugà amb l'equip reserva i només participà en un partit oficial amb el primer equip. Durant la temporada 1921-22 va ser reclutat a files per a lluitar a la Guerra d'Àfrica. La temporada 1925-26 formà part del club Iberia de Saragossa.
Va disputar un partit amb la selecció de Catalunya.